# 王凤
王鳳（？—前22年10月4日），字孝卿，西漢魏郡元城（今河北省大名县）人。濟北王田安之後裔，王禁之子，汉成帝時外戚、大臣。

## 生平
王凤是汉元帝皇后王政君的哥哥。汉元帝即位，父亲王禁被封为阳平侯。永光二年（前42年），继承侯位，为卫尉侍中。外甥刘骜登基后，以王凤为大司马、大将军、領尚書事秉政。王氏四兄弟（王鳳、王音、王商、王根）分別位居要津，掌握朝政，形成「王鳳專權，五侯當朝」的局面。王鳳曾提拔姪兒王莽，封為新都侯。
陽朔三年（前22年）秋八月丁巳，王凤病死。王鳳生病時，王莽侍奉左右，衣不解带，王鳳大受感動，臨死囑咐王政君照顧王莽。谥号敬成，是为陽平敬成侯。

## 家族
- 父
  - 陽平頃侯王禁
- 妾
  - 张氏，其妹张美人已经嫁人，被王凤以“宜子”的名义安排成为汉成帝妃嫔。[2]
- 子
  - 王襄，陽平釐侯，在位19年，前3年去世
- 孙
  - 王岑，陽平康侯，在位13年，公元11年去世，王襄子
- 曾孙
  - 王莫，陽平侯，在位12年，王岑子，公元23年新朝灭，王莫被乱兵杀死